# Вителли, Вителлоццо
Вителло́ццо Вите́лли (итал. Vitellozzo Vitelli; около 1458, Читта-ди-Кастелло — 31 декабря 1502, Сенигаллия) — итальянский кондотьер эпохи Возрождения, правитель Монтоне, Читта-ди-Кастелло, Монтерки и Ангьяри. Считается самым талантливым и опытным кондотьером своего времени.

## Биография
Вителлоццо родился в Читта-ди-Кастелло около 1458 года в семье Никколо Вителли и Пантасилеи Абокателли. Свой первый военный опыт он получил, сражаясь под началом Джентиле Вирджиньо Орсини. Вместе со своим отцом Никколо, тираном Читта-ди-Кастелло, и братьями-наёмниками он учредил новый тип пехоты, вооруженный мечом и пикой, для противостояния немецким тяжеловооружённым всадникам, а также корпус конной пехоты с аркебузами. Вителоццо служил сначала у Флоренции против Пизы, а позже сражался на стороне французов в Апулии в 1496 году и вместе с Орсини против папы Александра VI.
В 1500 году Вителлоццо и Орсини заключили мир с папой и перешли под начало племянника последнего, Чезаре Борджиа, который был полон решимости сокрушить мелких тиранов Романьи и установить там папскую власть. Вителлоццо отличился во многих предприятиях, однако в 1501 году он выступил против Флоренции, движимый скорее желанием отомстить за своего брата Паоло, который, будучи на службе у республики, был заподозрен в измене и казнён (1499 год). Пока Борджиа действительно вели переговоры с республикой, Вителли захватил Ареццо. Когда Борджиа и французы заставили его оставить город, что было против его воли, Вителлоццо начал испытывать враждебные чувства к своему господину и стремиться к самостоятельной власти.
9 октября 1502 года Вителли вместе с Орсини, Оливеротто да Фермо и другими принял участие в тайном собрании в Маджоне, посвящённом заговору против Борджиа. Но взаимное недоверие и недееспособность лидеров перед энергичностью Чезаре и обещанием о французской помощи свели заговор на нет, и Виттели и другие кондотьеры, в надежде снискать расположение Борджиа, захватили для него Сенигаллию. Однако Чезаре обманул их: в ночь на 31 декабря Вителлоццо Вителли и Оливеротто да Фермо были схвачены людьми герцога и задушены его личным палачом Микелетто Корелья.

## Военное искусство
Вителлоццо Вителли ввёл множество новшеств в своём войске, в частности:
- При нём артиллерийские орудия стали перевозить на повозках на французский манер, что было намного удобнее и не практиковалось в Италии тех времён
- Длина пик была увеличена на 70 см, как у ландскнехтов
- Вителли строил свою пехоту в квадрат

## В культуре
Вителлоццо Вителли является одним из героев романа Марио Пьюзо "Семья", в основном, под сокращённым до Вито Вителли именем.
Также упоминается в компьютерной игре Assassin's Creed: Brotherhood и появляется в короткометражном мультфильме Assassin's Creed: Ascedance, снятом по мотивам игры.